# 瓦迪姆濟
33°55′27″N 2°26′13″E / 33.92422°N 2.43695°E
瓦迪姆濟（阿拉伯语：‎），是阿爾及利亞的城鎮，位於該國中部艾格瓦特省，由瓦迪穆拉區負責管轄，面積425平方公里，2008年人口3,129，人口密度每平方公里7人。